# Miguel do Canto e Castro
Miguel do Canto e Castro (Angra, 12 de abril de 1814 — Porto, 14 de outubro de 1888) foi um aristocrata e político açoriano que, entre outras funções de relevo, foi deputado às Cortes, eleito pelo círculo de Angra do Heroísmo, par-do-reino e governador civil do Distrito do Porto.

## Biografia
Miguel Luís Canto e Castro da Silva Ataíde ou Miguel Luís Canto e Castro Pacheco de Sampaio, nasceu em Angra, filho de Francisco José Cupertino do Canto e Castro Mascarenhas Pacheco e Sampaio, moço fidalgo da Casa Real com exercício no Paço, coronel de milícias, administrador do morgado de seu pai, com vastas propriedades na ilha Terceira, e de sua mulher (com que casara a 11 de dezembro de 1810) Isabel Augusta da Silva de Ataíde (8 de Dezembro de 1787 - ?), neto paterno de José Francisco do Canto e Castro Pacheco, moço fidalgo da Casa Real com exercício no Paço por alvará de 3 de Agosto de 1775, e de sua primeira mulher e tia paterna Benedita Josefa do Canto e Castro Pacheco, e neto materno de Miguel Luís da Silva de Ataíde e de sua mulher Vitória Manuel Carneiro da Cunha Portocarrero, meia-irmã materna de António de Araújo Vasques da Cunha Portocarrero, o 1.º barão de Pombalinho.
Ainda criança, na sequência da tentativa revolucionária de abril de 1821, que deu origem à Revolta Constitucional de Angra (1821), abandonou a Terceira, em companhia do pai, o coronel Francisco do Canto e Castro, exilando-se para Lisboa. Em 1830 matriculou-se na Academia Real da Marinha, mas não terminou o curso devido a novo exílio, desta vez para França, provocada pela situação política de perseguição aos cartistas. Continuou os estudos no estrangeiro.
Regressado a Lisboa, foi eleito deputado pelo círculo eleitoral de Angra do Heroísmo, para a legislatura de 1852, no início da Regeneração. Foi nomeado de governador civil do Distrito do Porto, cargo que exerceu entre 1860 e 1864. Entretanto foi elevado a Par do Reino, por carta régia de 30 de dezembro de 1862.
Ainda que sendo filho-segundo, por morte de seu irmão mais velho, José do Canto e Castro (bap. Angra, 1 de Março de 1813 — 1840), falecido solteiro e sem geração, foi herdeiro da casa vincular dos Canto e Castro, na Terceira, tendo sido o último administrador do morgadio de seus antepassados. Faleceu também solteiro e sem geração, pelo que, por morte de seu irmão Francisco do Canto e Castro (1822 - ?), casado no Porto com Adelaide Lobo, mas sem geração, lhe sucedeu a sua única irmã Maria Luísa do Canto e Castro da Silva de Ataíde, sua herdeira universal, falecida em 1890, também solteira e sem geração.
Foi moço fidalgo da Casa Real, por alvará de 18 de dezembro de 1822 e conselheiro de Sua Majestade Fidelíssima. Recebeu a grã-cruz da Ordem de São Maurício e São Lázaro, de Itália. 